# Sérvia Velha
Sérvia Velha é um conceito da década de 1840. Originalmente, dizia respeito a Metohija e, em particular, à sede do Patriarcado em Peć.
Na Idade Média, as terras sérvias eram Sérvia Marítima e Sérvia Transmontana.
A partir de 1868, as terras do ex-bizantino Tema da Bulgária passaram a ser identificadas com o conceito, com o qual Grande Sérvia entrou em conflito com os planos dos búlgaros durante o renascimento búlgaro.
Em virtude do Tratado de Berlim (1878), novas terras búlgaras foram anexadas à Sérvia, o que levou à subsequente Guerra servo-búlgara de 1885 e às Guerras dos Balcãs. Em 1913 foi anexada pela Sérvia e pela Macedônia do Vardar, o que deu ao país um aspecto búlgaro ocidental, e a propaganda antibúlgara se baseava na vitória na batalha de Velbazhd, convenientemente esquecendo o caráter dinástico do conflito medieval.